# Bandera de Nicaragua
La bandera de Nicaragua fou adoptada el 5 de setembre del 1908 i, en la seva forma actual, fou establerta el 27 d'agost del 1971.
Es basa en la bandera de les Províncies Unides de l'Amèrica Central, amb una banda central blanca que simbolitza la terra i dues bandes blaves que són els mars que hi ha als dos costats del país: l'oceà Pacífic i el mar Carib, amb l'escut del país enmig de la banda blanca. Els cinc volcans representen els cinc països originals de Centreamèrica.
S'assembla molt a la bandera d'Hondures.